# Internationale Bodensee-Hochschule
Die Internationale Bodensee-Hochschule (IBH) war der größte hochschulartenübergreifende Verbund Europas. Sie wurde zum 31. Dezember 2022 aufgelöst. Ihr Rechtsnachfolger ist der Wissenschaftsverbund Vierländerregion Bodensee EVTZmbH. Sie ermöglichte die Zusammenarbeit von 27 Hochschulen aus Deutschland, Österreich, Liechtenstein und der Schweiz der Euregio Bodensee in Forschung, Lehre und Transfer. Die IBH unterstützte grenzüberschreitende Forschungsprojekte zu gegenwärtigen und zukünftigen Herausforderungen für den Bodenseeraum. Sie koordiniert den Dialog zwischen Wissenschaft und Praxis, fördert den wissenschaftlichen Nachwuchs, ermöglicht Innovationen in der Lehre und unterstützt gemeinsame Angebote der Hochschulservices.

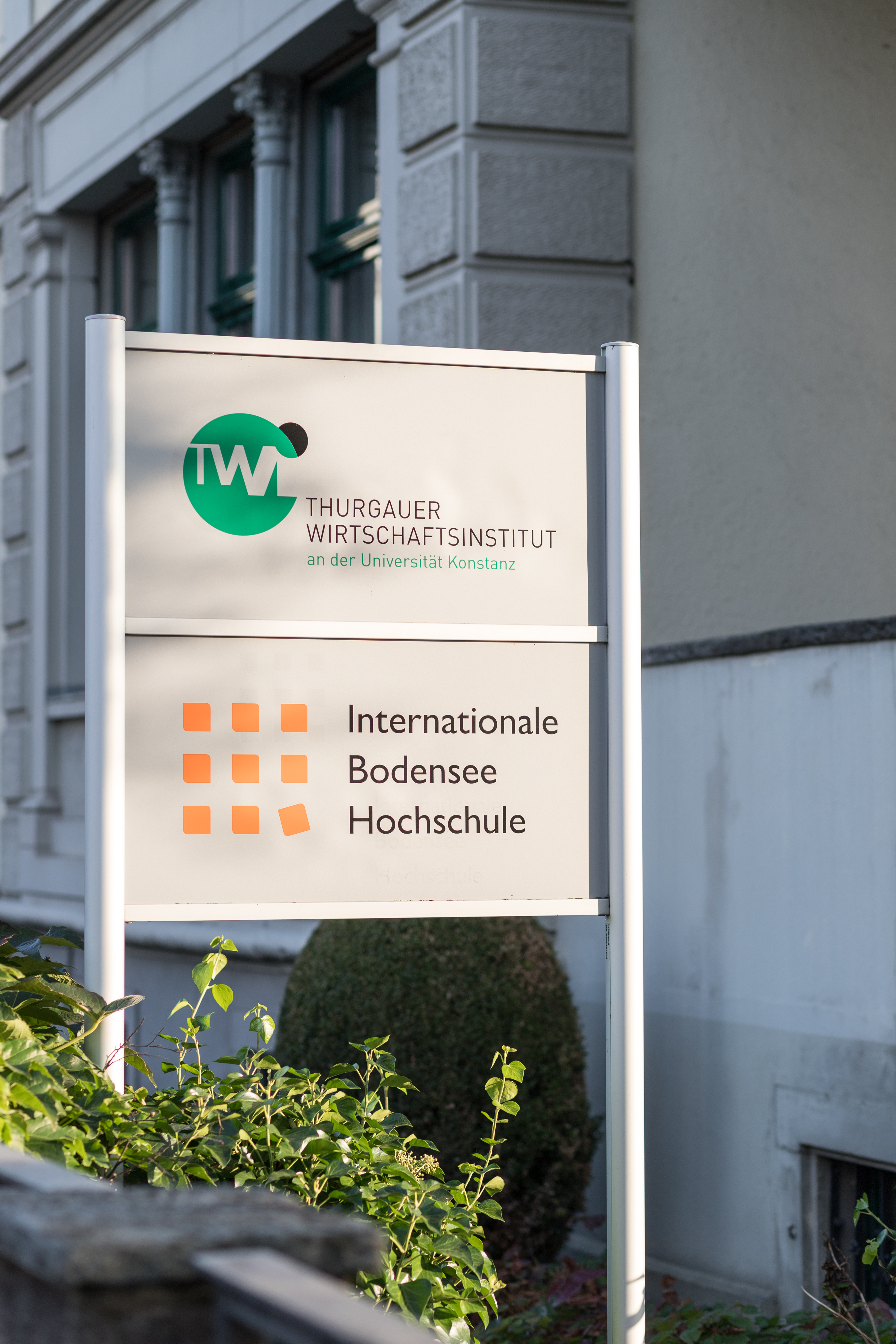
Thurgauer Wirtschaftsinstitut und Internationale Bodensee Hochschule in Kreuzlingen

Die Internationale Bodenseekonferenz, die Konferenz der Bodenseeanrainerländer und -kantone, beauftragte 1998 ihre Kommission „Bildung, Wissenschaft und Forschung“, eine grenzüberschreitende Zusammenarbeit unter den Hochschulen des Bodenseeraums anzustoßen. Um diese Idee zu verwirklichen, wurde die IBH geschaffen.

## Netzwerk
Die Lösung von gesellschaftlich relevanten Herausforderungen durch Forschungs- und Entwicklungsprojekte war ein wichtiges Ziel der IBH. Sie unterstützte Projekte aus den Bereichen Lehre, Forschung und Entwicklung, Wissens- und Technologietransfer und Strukturbildung, an denen mindestens zwei Hochschulen aus mindestens zwei der vier Mitgliedsstaaten beteiligt waren.
Die Studierenden profitierten von einem erweiterten Studienangebot – seit Beginn der Zusammenarbeit wurden zehn innovative, grenzüberschreitende Masterstudiengänge ins Leben gerufen. Zudem wurden die Hochschulen für alle Studierenden aus der Region geöffnet: sie konnten an jedem Standort die Mensen und Bibliotheken so nutzen, als wären sie vor Ort eingeschrieben. Ausländische Studierende aus der ganzen Welt konnten gemeinsame Summer Schools besuchen.
Die Mitgliedshochschulen stärkten mit der gemeinsamen Entwicklung von Services die Hochschulzusammenarbeit. Hierzu existierten Arbeitsgruppen (z. B. zu den Themen Gender & Diversity, Karriereförderung, Kommunikation, Wissens- und Technologietransfer und International), in denen sich Vertreter der Mitgliedshochschulen sowohl fachlich innerhalb des Netzwerkes austauschen als auch Veranstaltungen für ein breiteres Publikum anbieten konnten.
Im Bereich Wissens- und Technologietransfer existieren Strukturen für einen praxisnahen Dialog zwischen den Hochschulen und Unternehmen der Region. Die enge Zusammenarbeit zwischen Hochschulen und Wirtschaft/Gesellschaft hat zur Bildung von grenzüberschreitenden und hochschulartenübergreifenden Forschungsnetzwerken beigetragen.

## IBH-Labs
Zudem wurden von der IBH auf Initiative der IBK-Kommission «Bildung, Wissenschaft und Forschung» Forschungs- und Innovationsnetzwerke von Hochschulen und Praxispartnern aus Wirtschaft und Gesellschaft ins Leben gerufen (finanziert von Interreg V ABH). In drei thematischen Bereichen sollten die von 2017 bis 2021 aktiven IBH-Labs einen nachhaltigen Beitrag zur Förderung des Wissens-, Innovations- und Technologietransfers im Bodenseeraum leisten:
- Gesellschaftlicher und wirtschaftlicher Wandel: IBH-Living Lab Active & Assisted Living
- Innovation, Digitalisierung und regionale Wettbewerbsfähigkeit: IBH-Lab KMUdigital
- Bildungs- und Wissensraum: IBH-Lab Seamless Learning

## Mitgliedshochschulen

### Bundesrepublik Deutschland
- Duale Hochschule Baden-Württemberg Ravensburg
- Hochschule Albstadt-Sigmaringen
- Hochschule Furtwangen
- Hochschule Kempten
- Hochschule Konstanz HTWG
- Hochschule Ravensburg-Weingarten
- Pädagogische Hochschule Weingarten
- Hochschule für Musik Trossingen
- Universität Konstanz
- Zeppelin Universität

### Liechtenstein
- Universität Liechtenstein

### Österreich
- Fachhochschule Vorarlberg
- Pädagogische Hochschule Vorarlberg
- Schloss Hofen
- Vorarlberger Landeskonservatorium

### Schweiz (Deutschschweiz)
- OST – Ostschweizer Fachhochschule
- Interkantonale Hochschule für Heilpädagogik Zürich
- Hochschule für Wirtschaft Zürich
- Pädagogische Hochschule St. Gallen
- Pädagogische Hochschule Schaffhausen
- Pädagogische Hochschule Thurgau
- Pädagogische Hochschule Zürich
- Schweizer Hochschule für Logopädie Rorschach
- Universität St. Gallen
- Universität Zürich
- Zürcher Hochschule für Angewandte Wissenschaften
- Zürcher Hochschule der Künste